# Сан Микеле (Салерно)
Сан Микеле је насеље у Италији у округу Салерно, региону Кампанија.
Према процени из 2011. у насељу је живело 521 становника. Насеље се налази на надморској висини од 461 м.